# Emilio Castelar
Pour les articles homonymes, voir Ripoll (homonymie).
 (décembre 2022).
Si vous disposez d'ouvrages ou d'articles de référence ou si vous connaissez des sites web de qualité traitant du thème abordé ici, merci de compléter l'article en donnant les références utiles à sa vérifiabilité et en les liant à la section « Notes et références ».
Emilio Castelar y Ripoll, né le 7 septembre 1832 à Cadix et mort le 25 mai 1899 à San Pedro del Pinatar (Murcie), est un homme politique et écrivain espagnol, président du gouvernement de la première république espagnole.

## Biographie

### Jeunesse et formation
La restauration de l'absolutisme oblige son père, Manuel Castelar, condamné à mort pour afrancesamiento, à s'exiler à Gibraltar durant sept ans. Lorsqu'il meurt, Emilio a seulement sept ans et il s'installe à Elda avec la famille de sa mère. Il étudie le droit et la philosophie à l'université de Madrid, au côté d'autres hommes qui deviendront plus tard ses adversaires politiques comme Antonio Cánovas del Castillo. 
En 1857, il obtient une chaire d'histoire philosophique et de critique d'Espagne et se consacre pleinement à la lutte politique, qu'il canalise à travers le journalisme (il écrit dans plusieurs périodiques comme El Tribuno del Pueblo, La Soberanía Nacional et La Discusión, et fonde en 1864 La Democracia). Il réalise son premier discours le 25 septembre 1854 durant un meeting du parti démocratique à Madrid et est immédiatement accueilli, aussi bien par l'assistance que par la presse madrilène; comme un orateur exceptionnel et un grand défenseur de la liberté et de la démocratie.
Il défend un républicanisme démocratique et libéral, se démarquant sur ce point de la tendance plus sociale de Pi i Margall. Il lutte avec ténacité contre le régime d'Isabelle II, et en arrive même à critiquer directement la conduite de la reine dans son article "El Rasgo" en 1865. En représailles, il est destitué de sa chaire universitaire, ce qui provoque des révoltes d'étudiants et de professeurs réprimées dans le sang par le gouvernement au cours de ce que l'on a dénommé la « nuit de la Saint-Daniel » (Noche de san Daniel) le 10 avril 1865. 
Le gouvernement Narváez démissionne et il est remplacé par O´Donnell, qui rend sa chaire à Castelar. Il intervient ensuite dans le soulèvement de la caserne de San Gil pour lequel il est condamné à mort mais parvient à s'enfuir en France pour un exil de deux ans.

### Député
Il participe à la Révolution de 1868 qui détrône Isabelle II, mais ne parvient pas à l'amener jusqu'à la proclamation de la République. Il est député aux Cortes constituantes où il se fait remarquer pour ses talents oratoires, en particulier sur le thème de la liberté de culte. Il continue de défendre l'option républicaine jusqu'à l'abdication d'Amédée de Savoie qui ouvre la voie à la Première République espagnole.

### Président du pouvoir exécutif
Dans le premier gouvernement républicain, présidé par Estanislao Figueras, il occupe le portefeuille de l'Intérieur, depuis lequel il adopte des mesures radicales comme l'élimination des titres de noblesse ou l'abolition de l'esclavage à Porto Rico. Mais le système pour lequel il a tant lutté se dégrade rapidement, tiraillé entre les dissensions idéologiques de ses leaders, isolé par l'hostilité de l'Église, la noblesse, l'armée et les classes aisées, un panorama interne encore assombri par la révolution cantonale, la reprise de la guerre carliste et la recrudescence de la rébellion indépendantiste à Cuba. La présidence passe de mains en mains, Figueras, Pi y Margall, Salmerón, jusqu'à ce qu'en septembre les Cortes constituantes le nomment président du pouvoir exécutif de la République.
Pour tenter de sauver le régime, il ordonne la dissolution des Cortes, mobilise hommes et moyens et prend le commandement des opérations militaires professionnelles (dont la fidélité n'est pas attestée) de la République. Lorsque les sessions des assemblées reprennent début 1874, Castelar présente sa démission dès le 3 janvier après un vote parlementaire négatif ; alors que le vote concernant la nomination du nouveau président est en cours, et favorable à Eduardo Palanca Asensi, le général Pavía lance un coup d'État et dissout les Cortes. Il propose à Castelar de former un gouvernement mais ce dernier refuse; c'est finalement le général Serrano qui accepte d'être président du pouvoir exécutif.

### Après la politique

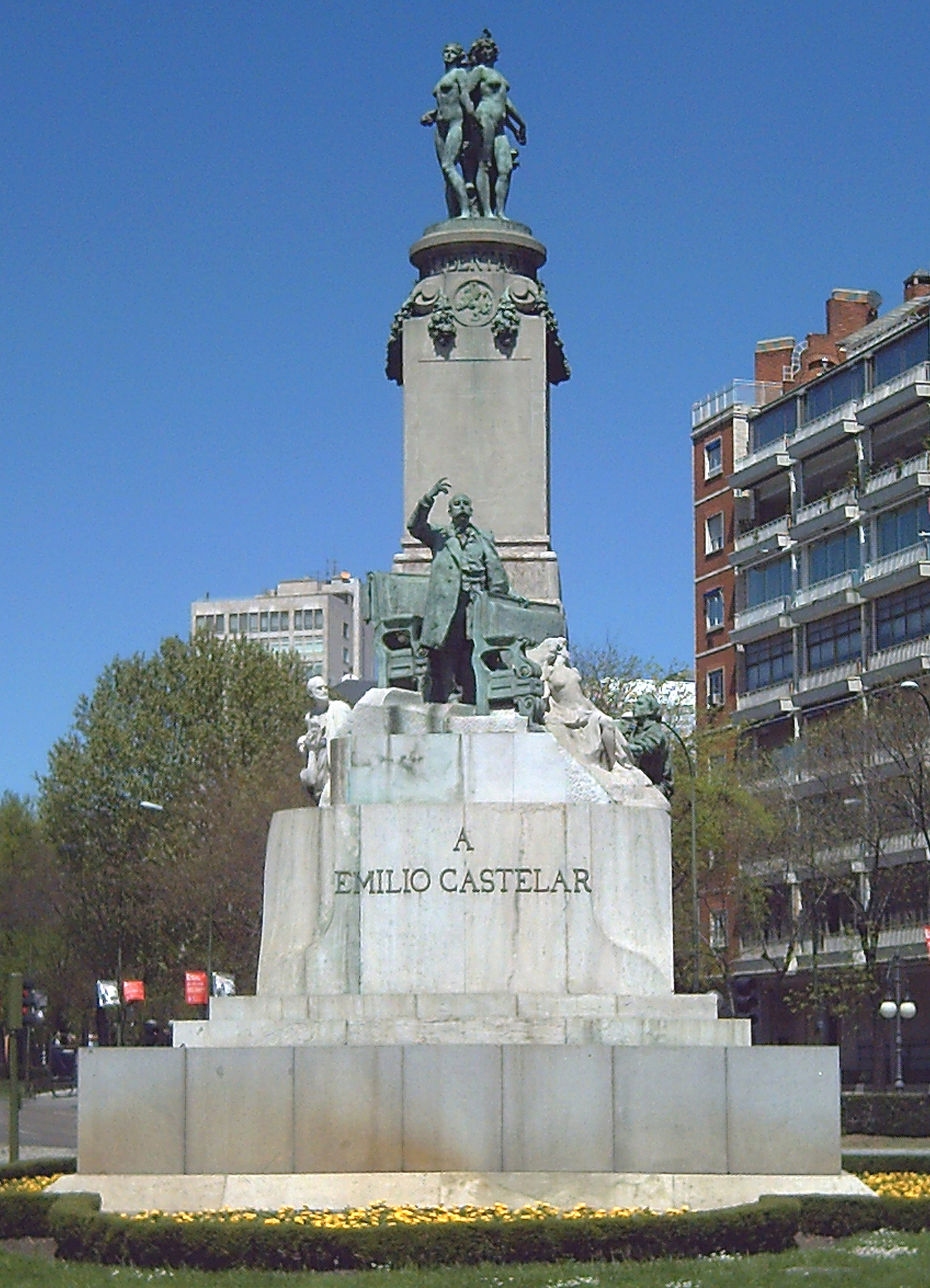
Monument à Castelar à Madrid (M. Benlliure, 1908).

Un pronunciamiento de Martínez Campos met à bas la République et restaure la dynastie bourbonne en la personne d'Alphonse XII. Castelar s'exile à Paris. Après le retour d'un long voyage, Castelar intègre l'Académie royale espagnole ainsi que l'Académie royale d'Histoire et fait son retour en politique, en incarnant aux Cortes de la Restauration les idées des républicains « possibilistes », qui aspiraient à démocratiser le régime depuis l'intérieur. Lorsque dans les années 1890 les lois sur le jury et le suffrage universel sont approuvées, Castelar se retire de la vie politique, en conseillant à ses partisans de rejoindre le Parti libéral de Sagasta.

### Écrivain
Considéré comme l'un des plus éloquents orateurs espagnols, il est également un écrivain influencé par le romantisme. On lui doit parmi ses œuvres principales Recuerdos de Italia (« souvenirs d'Italie »), quelques romans dont Ernesto, Fra Filipo Lippi et des recueils d'articles, de discours, et diverses études juridiques, historiques et de critique littéraire et artistique, ainsi que des essais sur l'idéologie politique.

## Hommages
Une place de Madrid porte son nom, au centre de laquelle s'élève un monument commémoratif, œuvre du sculpteur Mariano Benlliure.
En son hommage est nommée la rue Emilio-Castelar à Paris en 1904. Mais c'est surtout la ville argentine de Castelar, dans la province de Buenos Aires, qui a reçu son nom, au départ donné à la gare de chemins de fer puis à la ville entière en 1971. Elle dépasse aujourd'hui les 100 000 habitants.